# Germain Garnier (de Vitry)
Germain Garnier est une personne transgenre ou intersexe mentionnée dans les ouvrages d'Ambroise Paré et de Michel de Montaigne.

## Faits
Germain Garnier,  aussi dîte « Marie Germain », ou « Marie la Barbue », vivant en 1580, résidant à Vitry le François. Issue d'un milieu modeste, elle est vue et connue comme femme par les habitants jusqu'à l'âge de 15 ans.  Elle affirme que des organes génitaux masculins lui sont apparus tandis qu'elle sautait.  Elle est alors nommée Germain par le cardinal de Lenoncourt, Evèque de Chalon.  Elle ne se maria pas.  Michel de Montaigne tenta sans succès de la rencontrer.

Ambroise Paré raconte, dans Des Monstres et Prodiges :
"Aussi estant à la suite du roy, à Vitry le François en Champagne, j’y vis un certain personnage nommé Germain Garnier : aucuns le nommoient Germain Marie, par-ce qu’estant fille estoit appellé Marie ; jeune homme de taille moyenne, trappe, et bien amassé, portant barbe rousse assez espaisse, lequel jusqu’au quinziéme de son aage avoit esté tenu pour fille, attendu qu’en luy ne se monstroit aucune marque de virilité, et mesme qu’il se tenoit avec les filles en habit de femme. Or ayant atteint l’aage susdit, comme il estoit aux chams, et poursuivoit assez vivement ses pourceaux qui alloient dedans un blé, trouvant un fossé le voulut affranchir : et l’ayant sauté, à l’instant se viennent à luy developper les genitoires et la verge virile, s’estans rompus les ligamens par lesquels au-paravant estoient tenus enclos et enserrés (ce qui ne luy advint sans douleur) et s’en retourna larmoyant en la maison de sa mere, disant que ses trippes luy estoient sorties hors du ventre : laquelle fut fort estonnée de ce spectacle. Et ayant asemblé des Medecins et Chirurgiens, pour là-dessus avoir advis, on trouva qu’elle estoit homme, et non plus fille : et tantost apres avoir rapporté à l’Evesque, qui estoit le defunt Cardinal de Lenoncourt, par son autorité et assemblée du peuple, il receut le nom d’homme : et au lieu de Marie (car il estoit ainsi nommé au-paravant) il fut appellé Germain, et luy fut baillé habit d’homme : et croy que luy et sa mere sont encore vivans."

## Suites
À l'époque de la visite de Montaigne, les filles de Vitry-le-François se chantaient une chanson pour s'avertir de ne pas faire de grandes enjambées, afin de ne pas devenir des garçons. Le texte de Montaigne étant : "Faisant, dict-il (Germain), quelque effort en sautant, ses membres virils se produisirent ; et est encore en usage entre les filles de là une chanson par laquelle elles s'entradvertissent de ne faire point de grandes enjambées, de peur de devenir garçons comme Marie Germain."